# Synnoma
Synnoma là một chi bướm đêm thuộc phân họ Tortricinae của họ Tortricidae.

## Các loài
- Synnoma lynosyrana Walsingham, 1879

## Hình ảnh

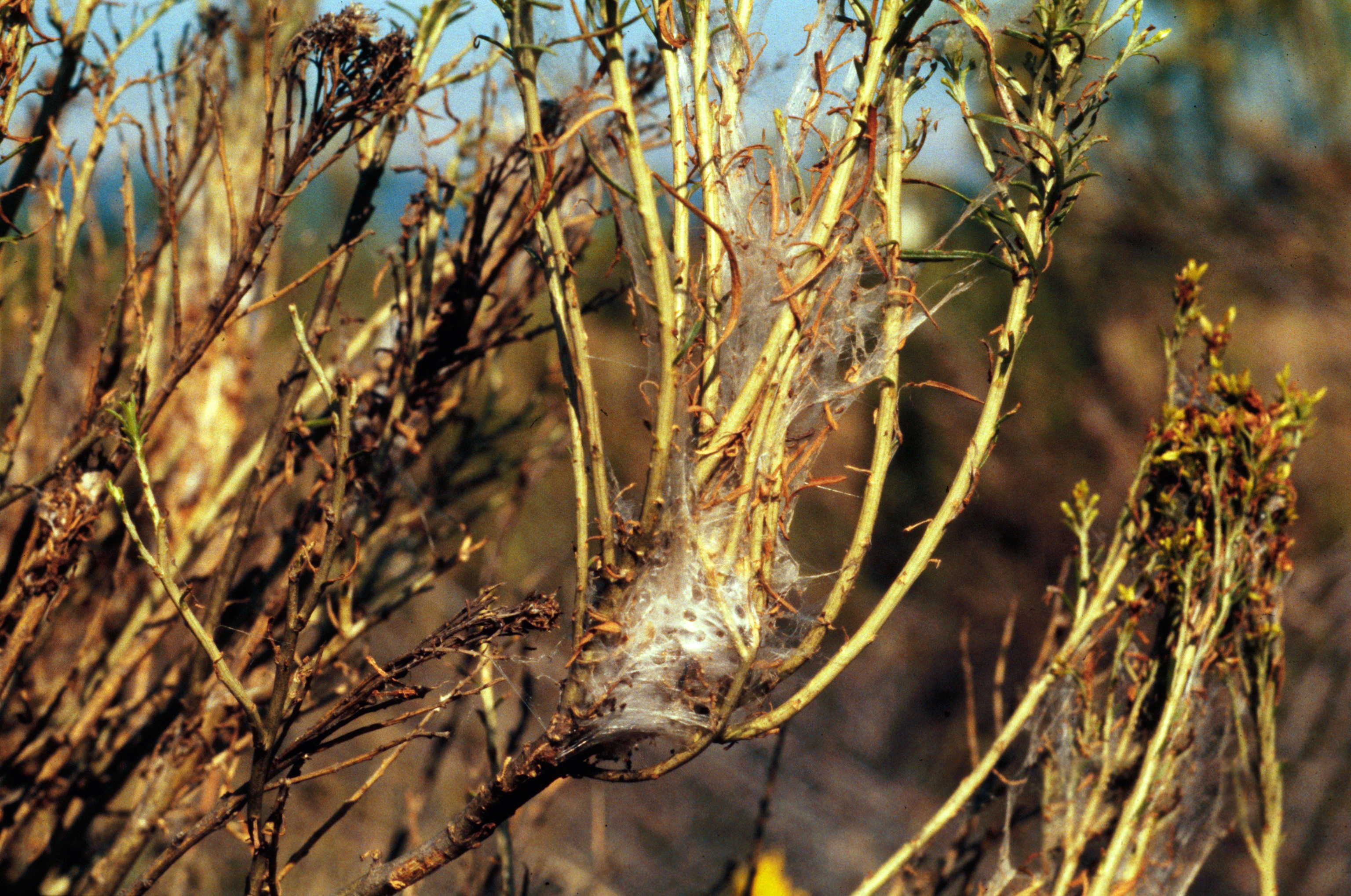